# Robert Lachmann
Robert Lachmann (ur. 28 listopada 1892 w Berlinie, zm. 8 maja 1939 w Jerozolimie) – niemiecki etnomuzykolog pochodzenia żydowskiego.

## Życiorys
Studiował filologie angielską, francuską i arabską na uniwersytetach w Berlinie i Londynie. W czasie I wojny światowej pracował jako tłumacz w obozie jenieckim w Wünsdorfie, gdzie zetknął się z jeńcami arabskimi i zapisał ich pieśni. W 1918 roku wznowił studia w zakresie muzykologii oraz języków semickich u Johannesa Wolfa i Carla Stumpfa na Uniwersytecie Berlińskim, w 1922 roku uzyskując stopień doktora na podstawie dysertacji Die Musik in den tunisischen Städten (opublikowana w „Archiv für Musikwissenschaft” V, 1923). W 1924 roku podjął pracę w bibliotece miejskiej w Berlinie, od 1927 roku był pracownikiem jej działu muzycznego. Odbył kilka podróży badawczych do krajów arabskich. W 1930 roku wspólnie z Hornbostlem, Sachsem, Schünemannem i Wolfem założył Gesellschaft zur Erforschung der Musik des Orients, w latach 1933–1935 był redaktorem naczelnym jego kwartalnika „Zeitschrift für vergleichende Musikwissenschaft”. W 1932 roku kierował pracami Kongresu Muzyki Arabskiej w Kairze. Jako Żyd w 1933 roku został odsunięty przez nazistów od pracy naukowej, w 1935 roku opuścił III Rzeszę i emigrował do Palestyny. Kierował Instytutem Muzyki Pozaeuropejskiej w Jerozolimie, gdzie zorganizował archiwum fonograficzne.
Opublikował prace Die Musik der aussereuropäischen Natur- und Kulturvölker (Poczdam 1929), Musik des Orients (Wrocław 1929), Ja’qūb kn Ishāq al-Kindī: Risāla fī hubr tā’līf al’alhān: Über die Komposition der Melodien (Lipsk 1931, wspólnie z Mahmoudem el-Hefnim), Jewish Cantillation and Song in the Isle of Djerba (Jerozolima 1940).